# Coal Grove
Coal Grove és una població dels Estats Units a l'estat d'Ohio. Segons el cens del 2000 tenia 2.027 habitants.

## Demografia
Segons el cens del 2000, Coal Grove tenia 2.027 habitants, 810 habitatges, i 562 famílies. La densitat de població era de 397,3 habitants per km².
Dels 810 habitatges en un 30,2% hi vivien nens de menys de 18 anys, en un 51,5% hi vivien parelles casades, en un 13,7% dones solteres, i en un 30,6% no eren unitats familiars. En el 27,9% dels habitatges hi vivien persones soles el 14,6% de les quals corresponia a persones de 65 anys o més que vivien soles. El nombre mitjà de persones vivint en cada habitatge era de 2,43 i el nombre mitjà de persones que vivien en cada família era de 2,9.
Per edats la població es repartia de la següent manera: un 23,6% tenia menys de 18 anys, un 9,4% entre 18 i 24, un 25,1% entre 25 i 44, un 24,3% de 45 a 60 i un 17,6% 65 anys o més.
L'edat mediana era de 39 anys. Per cada 100 dones de 18 o més anys hi havia 82,1 homes.
La renda mediana per habitatge era de 26.101 $ i la renda mediana per família de 33.000 $. Els homes tenien una renda mediana de 29.886 $ mentre que les dones 21.563 $. La renda per capita de la població era de 14.332 $. Aproximadament el 15% de les famílies i el 18,6% de la població estaven per davall del llindar de pobresa.

## Poblacions més properes
El següent diagrama mostra les poblacions més properes.